# Ilex biserrulata
Ilex biserrulata är en järneksväxtart som beskrevs av Ludwig Eduard Loesener. Ilex biserrulata ingår i släktet järnekar, och familjen järneksväxter. Inga underarter finns listade i Catalogue of Life.